# PMP (azulejista)

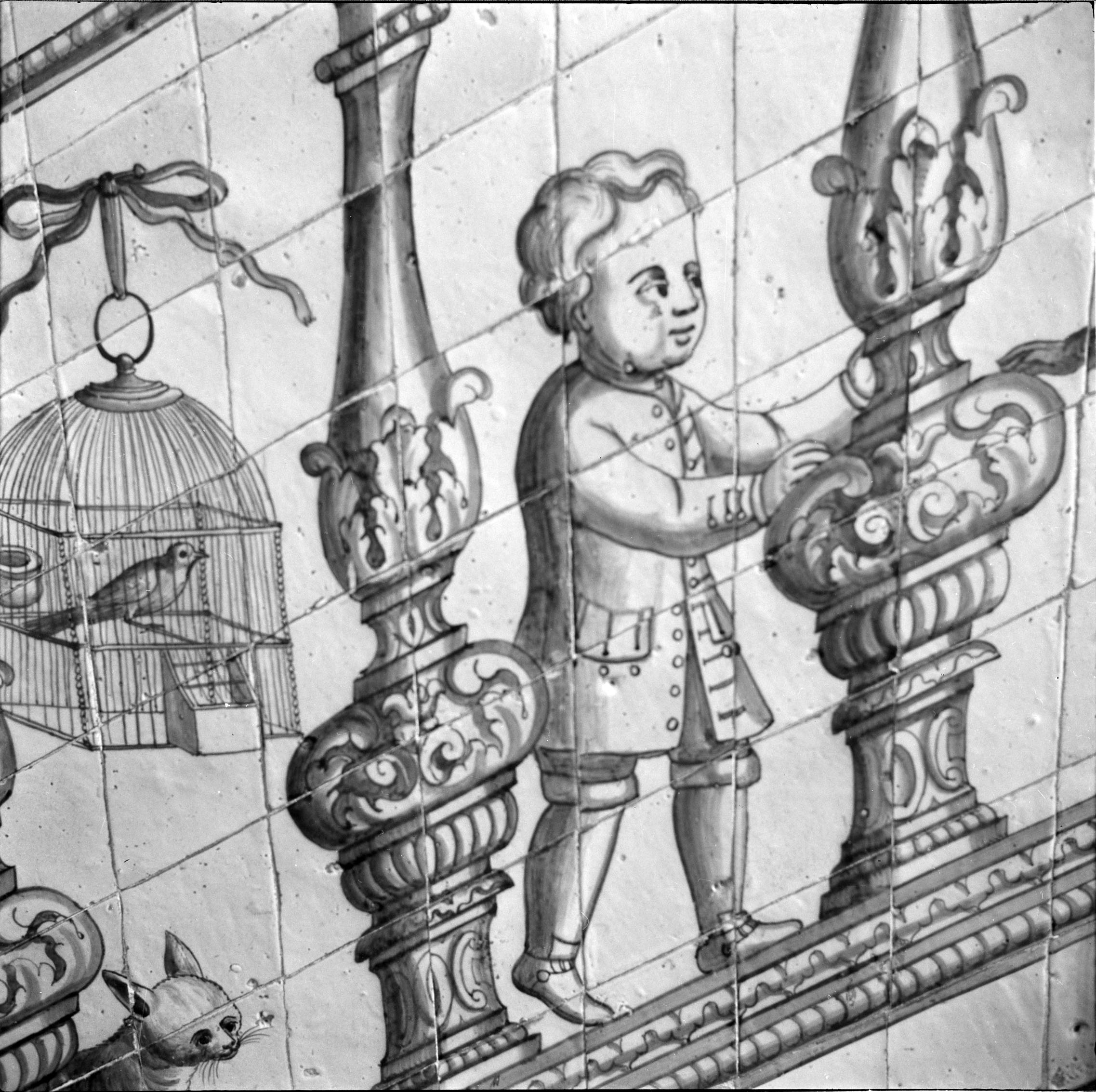
Azulejos no Palácio dos Marqueses de Minas, Lisboa

PMP foi um azulejista português do século e XVIII integrado no ciclo dos mestres da produção azulejar portuguesa.

## Obra
Alguns edifícios onde se encontram obras de PMP:
- Casa do Corpo Santo, em Setúbal
- Convento de São Paulo, na Serra da Ossa
- Palácio dos Marqueses de Olhão, em Lisboa
- Palácio dos Marqueses de Minas, em Lisboa
- Palácio Centeno, em Lisboa
- Igreja de Nossa Senhora do Terço, em Barcelos